# 雷氏流石蛾
雷氏流石蛾（学名：Rhyacophila remingtoni）为流石蛾科流石蛾屬下的一个种。